# يوسف سلامة
الشيخ يوسف جمعة عبد الهادي سلامة (16 أكتوبر 1954 - 31 ديسمبر 2023) عالم مسلم وسياسي فلسطيني، كان نائبًا لرئيس الهيئة الإسلامية العليا في القدس، وخطيبًا في المسجد الأقصى، ووزيرًا للأوقاف والشؤون الدينية بين عامي 1998 و2006.

## حياته
ولد الشيخ الدكتور يوسف جمعة عبد الهادي سلامة في مخيم المغازي قُرب دير البلح وسط قطاع غزة في 16 أكتوبر 1954، وترجع أصوله إلى بلدة بيت طيما، التي هاجر والديه منها بعد النكبة عام 1948م. حصل على ليسانس في أصول الدين بجامعة الأزهر، كما حصل على إجازة المحاماة الشرعية إضافة إلى ماجستير في الوقف الإسلامي في فلسطين، ثم دكتوراه في التكافل الاجتماعي في الوقف الإسلامي وآثاره في فلسطين.
ترشح ضمن قائمة حركة فتح لخوض الانتخابات التشريعية الفلسطينية 2021. أُعلن عن تأجيلها بمرسوم من الرئيس الفلسطيني محمود عباس في 30 أبريل 2021.

## مناصبه
- وزير الأوقاف والشؤون الدينية (2005- 2006م).
- وزير الأوقاف والشؤون الدينية المكلف (1998- 2005م).
- وكيل وزارة الأوقاف والشؤون الدينية (1996- 1998م).
- وكيل مساعد ومسؤول الأوقاف (1994- 1996م).
- محاضر بجامعة الأزهر بغزة (1993- 1994م).
- مدير الوعظ والإرشاد بالأزهر (1992- 1993م).
- أمين المجلس الأكاديمي بمعهد الأزهر بغزة (1990- 1992م).
- مدير العلاقات العامة بالأزهر (1984- 1990م).
- في مجال التربية والتعليم (1974- 1984م).

## نشاطاته
- خطيب المسجد الأقصى المبارك.
- النائب الأول المنتخب لرئيس الهيئة الإسلامية العليا بالقدس.
- عضو استشاري بكلية القرآن والدراسات الإسلامية بجامعة القدس.
- عضو مجلس الفتوى الأعلى بفلسطين.
- نائب رئيس مجلس أمناء جامعة الأزهر السابق.
- رئيس جمعية دار البر للأعمال الخيرية بفلسطين.

## إسهاماته
- جمعيات تحفيظ القرآن الكريم.
- المدارس الشرعية.
- كلية الدعوة الإسلامية.
- مسابقة الأقصى الدولية والمحلية في حفظ القرآن الكريم وتفسيره.
- ديوان الحفاظ.
- إذاعة القرآن الكريم.
- جائزة ياسر عرفات للدراسات والبحوث الإسلامية.
- صاحب فكرة طباعة مصحف بيت المقدس، وتنفيذها.
- مؤتمر الوعظ والإرشاد السنوي.
- لجنة زكاة المغازي.

## مؤلَّفاته
- إرشادات دينية في بدع المآتم – الطبعة الأولى 1975 م.
- إرشادات دينية في الطريق إلى الزواج الإسلامي السعيد– الطبعة الأولى 1977م.
- مناسك الحج والعمرة – الطبعة الخامسة 2005م.
- دليل النجاة في أحكام الطهارة والصلاة – الطبعة الثالثة 2010م.
- ملخص عام عن أحكام الأضحية – الطبعة الثانية 1990م.
- أحكام الصيام في شهر رمضان الطبعة الثانية عشرة 2010م.
- المعجزات والحقائق الكونية في القرآن الكريم الطبعة الثانية 2002م.
- الحوار في الإسلام 1997م.
- الوسطية في الإسلام 1999م.
- انجازات وزارة الأوقاف سنة 2000م.
- حقوق الإنسان في الإسلام 2001م.
- التسامح في الإسلام 2001م.
- البعد الإسلامي للقضية الفلسطينية – 2002م.
- مكانة فلسطين في الكتاب والسنة -2003.
- دور المسجد ورسالته ومكانته وآدابه – 2004م.
- حقوق المرأة في الإسلام - 2004م.
- دور جمعيات تحفيظ القرآن الكريم في نشر العلم والنور 2005م.
- دليل الأئمة والخطباء 2006م.
- إسلامية فلسطين الطبعة الثالثة 2010م.
- معالجات إسلامية الجزء الأول الطبعة الثانية 2010م.
- دليل المسجد الأقصى المبارك 2011م.

## وفاته
استُشهد نتيجة غارة إسرائيلية استهدفت منزله في مخيم المغازي وسط قطاع غزة يوم الأحد 18 جُمادى الآخرة 1445هـ الموافق 31 ديسمبر 2023، وقد ناهز التاسعة والستين.